# ويليام بيك (دراج)
ويليام بيك (بالإنجليزية: William Beck)‏ هو دراج أمريكي، ولد في 9 أكتوبر 1899 في نيوآرك في الولايات المتحدة، وتوفي في 9 سبتمبر 1955.

## وصلات خارجية
- ويليام بيك على موقع أوليمبيديا (الإنجليزية)